# Алваро Начинович
Алваро Начинович  (хорв. Alvaro Načinović, 22 березня 1966) — хорватський гандболіст, олімпійський чемпіон.

## Виступи на Олімпіадах
| Олімпіада    | Дисципліна | Місце |
| ------------ | ---------- | ----- |
| Сеул 1988    | гандбол    | 3     |
| Атланта 1996 | гандбол    | 1     |